# Pac-Man (Atari 2600)
En 1982, Atari Inc. lanzó una conversión de Pac-Man, el éxito de arcade perteneciente a Namco para su Atari 2600. Como en la versión original, el jugador controla al personaje principal con un joystick. El objetivo consiste en atravesar un laberinto comiendo todos los puntos que se encuentran en él mientras se evita a cuatro fantasmas.
El juego fue programado por Tod Frye, a quien Atari dio unas pocas semanas de tiempo para la creación del juego. Las diferencias entre el hardware de la Atari 2600 y del arcade original —especialmente la cantidad de memoria— fueron un quebradero de cabeza para Frye. Dada la popularidad del juego original, Atari produjo 12 millones de unidades, ya que anticipaba un gran número de ventas.
Mientras que la conversión vendió 7 millones de copias y es el juego mejor vendido para Atari 2600 así como el videojuego de sobremesa mejor vendido por aquel entonces, fue duramente criticado. Dichas críticas se centraron en el modo de juego y en las diferencias con el arcade, hechos que hicieron que los compradores devolvieran el juego en grandes cantidades. Inicialmente, la conversión impulsó la presencia de la industria del videojuego en los comercios, pero ha sido citado como uno de los factores principales de la crisis del videojuego de 1983. Además se hicieron secuelas del juego original para arcade, que también fueron llevadas a la Atari 2600.

## Modo de juego
Pac-Man es una conversión del juego original de arcade, que Namco lanzó en 1980, y que incluye un modo de juego similar. El jugador usa un joystick para controlar a un personaje redondo y amarillo, que se sitúa en el centro de un laberinto. El objetivo del juego consiste en comer todos los puntos que se encuentran dispersos por un laberinto moviendo a Pac-Man sobre ellos mientras evita a cuatro fantasmas. Cada vez que Pac-Man entra en contacto con un fantasma, muere, pierde una vida, y reaparece en el centro del laberinto. Cuando Pac-Man pierde todas sus vidas, el juego termina. Cuatro de los puntos son más grandes que los otros y hacen a Pac-Man temporalmente inmune a los fantasmas, momento en el cual Pac-Man puede comerse a los fantasmas para conseguir puntos extra, tras el cual el fantasma reaparece. También se pueden obtener más puntos extra comiendo diversos objetos que aparecen ocasionalmente. Una vez que el jugador consigue comer todos los puntos, la fase es completada y se pasa a la siguiente. Las diferencias entre los niveles consisten en una orientación y un diseño del laberinto diferente. Los objetos que aparecen en el juego, como los puntos, las vitaminas, y las vidas difieren de sus homólogos en la recreativa, pero cumplen la misma función.

## Desarrollo
A finales de los 70, Atari adquirió los derechos para realizar versiones domésticas de juegos de arcade de Namco. Tras el éxito de Pac-Man en los Estados Unidos, Atari decidió hacer una conversión doméstica para su Atari 2600. La compañía creyó que la conversión sería fácil de realizar ya que el éxito de la recreativa se basó en su modo de juego más que en los gráficos. El desarrolló duró sobre cinco meses; el proyecto comenzó a finales de 1981 y terminó en marzo de 1982. En aquel entonces, Atari predijo que los fanáticos de los videojuegos empleaban sobre 10 millones de consolas de forma activa. Atari decidió producir 12 millones de cartuchos de juego, ya que creían que cada propietario de una Atari 2600 compraría el juego. También se predijo que se venderían 2 millones de consolas, estimando unas ventas por valor de 500 millones de dólares americanos.
La programación corrió a cargo de Tod Frye, quien completó la tarea en 6 semanas. El juego usaba un cartucho de 4KB, elegidos por ser más baratos que los cartuchos de 8KB, recientemente disponibles. Tras la compra de los derechos por parte de Atari, Frye comenzó a trabajar en un prototipo. Atari quería el juego para la campaña navideña de 1981. El desarrollo se vio obstaculizado por las diferencias técnicas entre la recreativa original y la Atari 2600. Las placas del arcade original tenían cuatro veces más memoria de solo lectura (ROM, en inglés: read-only memory) junto con 2KB de memoria de acceso aleatorio (RAM, en inglés: random-access memory) para vídeo y funcionamiento general. Dichas memorias se usan para guardar y cambiar los diferentes sprites. Por el contrario, la Atari 2600 solo tenía 128B (1/16 de la placa de la arcade) de RAM dedicada al funcionamiento y nada destinado al vídeo. Además, el  microprocesador CPU Zilog Z80 usado por la recreativa original era tres veces más rápido que la CPU MOS 6507 usada por la Atari 2600.
Con una memoria tan limitada, Frye simplificó los laberintos usando bordes más toscos y simplificando los diseños de los laberintos. Los puntos, que eran redondos y blancos en el juego original, se cambiaron a figuras rectangulares y marrones en la Atari 2600. Este cambio tuvo lugar para ahorrar recursos al crear las paredes usando el mismo dibujo. Para lograr el efecto de los puntos desapareciendo cuando Pac-Man se los come, la consola redibuja el laberinto y los puntos, excluyendo aquellos ya comidos. Los sprites se animaron de forma diferente debido a las limitaciones técnicas. Los sprites de Pac-Man, los puntos y el laberinto se dibujan de forma seguida, mientras que los de los fantasmas aparecen por intervalos. Los cuatro fantasmas se turnan para aparecer en pantalla, y solo uno aparece en un momento dado, lo que crea un efecto parpadeante. Este efecto se aprovecha del lento fundido fosforescente de los monitores CRT y del concepto de la persistencia de la visión, resultando en la aparición de la imagen ya de una vez cada cuatro fotogramas.
Al ver el juego, el director de marketing Frank Ballouz informó a Ray Kassar, el presidente y CEO de Atari, que a pesar de que se sentía entusiasmado, no probaría el juego. Sin embargo, su opinión fue ignorada. Para ayudar a las ventas del juego, Atari anunció y amparó su licencia que tenía de la franquicia. Atari anunció el juego en periódicos y catálogos, describiéndolo como "ligeramente diferente respecto al original". Además, se tomaron acciones legales contra empresas que hicieran clones —videojuegos que copian o inspiran su modo de juego fijándose en otros juegos— similares a Pac-Man para consolas de sobremesa. Por ejemplo, Atari demandó a Philips por el juego Munchkin, fuertemente basado en Pac-Man, que lanzó en 1981 para la Magnavox Odyssey², fallando el juzgado a su favor y prohibiendo la venta de más cartuchos de dicho juego. Muchos comercios minoristas ayudaron a Atari con el lanzamiento del juego. J. C. Penney fue la primera tienda que emitió anuncios en las televisiones nacionales para ayudar a la promoción del juego. Como continuidad a una larga relación con Sears, Atari produjo cartuchos del juego bajo la etiqueta del establecimiento.

## Recepción
La anticipación del juego era muy elevada. El analista de Goldman Sachs Richard Simon predijo unas ventas de 9 millones de unidades durante 1982, que cosecharían unas ganancias de 200 millones de dólares. Tras el lanzamiento, Pac-Man gozó de un cierto éxito comercial, vendiendo 7 millones de unidades y convirtiéndose en el juego mejor vendido para la Atari 2600. En menos de un mes, se habían enviado más de un millón de cartuchos, ayudados en parte por la extensa campaña de publicidad de Atari, que costó 1,5 millones de dólares. Sin embargo, el número de compras descendió rápidamente, y para el verano de 1982, las estanterías de las tiendas aún mantenían grandes cantidades de copias sin vender. Muchos de los que compraron el juego lo devolvieron, lo que dejó a Atari con más de 5 millones de copias sin vender más las copias devueltas. Para 2004, los cartuchos del juego son considerados una pieza de coleccionista —siendo las versiones que se vendieron en Sears aún más raras— y tienen un precio muy elevado.
Los críticos compararon negativamente la conversión respecto al juego original, criticando el aspecto audiovisual y el modo de juego. En 1983, el analista Danny Goodman, de Creative Computing Video & Arcade Games comentó que el juego falló al intentar replicar al original. Por el contrario, afirmó que esa crítica era injusta porque el hardware no podía emular a la perfección el juego de arcade. Goodman también afirmó que el juego es desafiante en sí mismo, y que hubiera sido un éxito si los fanes no se hubieran esperado una conversión fiel del original. En 1998, Next Generation Magazine lo calificó como "la peor conversión de recreativa de todos los tiempos", y dirigió todas las decepciones a su pésima calidad. En 2006, Craig Harris, de IGN se hizo eco de declaraciones similares y lo listó como la peor conversión de recreativa, citando la mala calidad audiovisual y su poco parecido con el original. Otro editor de IGN, Levi Buchanan, lo describió como una "conversión desastrosa", citando la paleta de colores y el parpadeo de los fantasmas. Skyler Miller de Allgame afirmó que aunque era una pasable conversión, era encantador a pesar de sus muchas diferencias y fallos.
Ed Logg, un previo diseñador jefe de Atari, consideró el desarrollo como "precipitado" y "pésimo". Frye no expresó su arrepentimiento por la conversión del juego y afirmó que hizo lo mejor que podía con las capacidades de la máquina. Sin embargo, Frye declaró que podría haber hecho otra cosa muy diferente si hubiera tenido una mayor memoria ROM. Los investigadores de videojuegos Nick Montfort y Ian Bogost atribuyeron la pésima recepción del juego a las diferencias técnicas entre la Atari 2600 —consola de 1977— y el hardware de la recreativa de Pac-Man —desarrollada en 1980—. También declararon que la conversión es una lección en el mantenimiento del contexto social y cultural del juego original. Montfort y Bogost comentaron que los jugadores estaban decepcionados por el efecto parpadeante de los fantasmas, que los hacían difíciles de seguir, además de cansar los ojos de los jugadores. Ambos concluyeron en que dicho efecto hace disminuir la personalidad que los fantasmas tenían en la versión arcade Chris Kohler de Wired News comentó que el juego fue mal recibido en su lanzamiento y en la época contemporánea, debido a su mala calidad. Sin embargo, describió al juego como un gran logro técnico dadas las especificaciones de la consola.

## Impacto y legado
Inicialmente, la expectación causada por el juego hizo que las tiendas minoristas hicieran hueco en sus estanterías para vender videojuegos. Los centros comerciales comenzaron a vender videojuegos, y los minoristas de juguetes compitieron por los nuevos lanzamientos. Kmart 7 y J. C. Penney compitieron contra Sears para ser el mayor vendedor de videojuegos. La salida del juego también ayudó a aumentar las ventas de la Atari 2600.
Mirando hacia atrás, sin embargo, muchos analistas consideraron al juego como un factor clave en la pérdida de confianza de los consumidores hacia Atari, que derivó en la crisis del videojuego de 1983. Bill Loguidice y Matt Barton de Gamasutra afirmaron que la pésima calidad del juego afectó a la reputación de la compañía. Buchanan comentó el juego decepcionó a millones de jugadores y minó la confianza en los juegos de Atari. Neil West, antiguo editor jefe de Next Generation atribuyó su extenso escepticismo que tiene por la calidad de Atari desde que probó el juego siendo un niño. Calificando al juego como el mayor desastre de la industria, Buchanan afirmó que Pac-Man fue un factor de la debacle Atari y de la industria en los 80. El especialista en videojuegos Steven Kent también atribuyó a dicho juego, junto con E.T. the Extra-Terrestrial, también de Atari 2600, el daño a la reputación y rentabilidad de Atari. Montfort y Bogost afirmaron que la mala recepción del juego sembró la desconfianza en las tiendas, que fue reforzada por factores posteriores que culminaron en la crisis.
La pésima recepción del juego fue una de las razones entre muchas otras, que llevaron a Atari a presentar pérdidas por valor de 536 millones de dólares en 1983 y la división y venta del departamento de consumo en 1984. El 7 de diciembre de 1982, Kassar anunció que las previsiones de ingresos de Atari para 1982 se habían reducido un 50 por ciento respecto a 1981, pasando a un crecimiento del 15 por ciento. Tras el anuncio, las acciones de Warner Communications cayeron un 35 por ciento, —de 54 dólares a 35— ascendiendo las pérdidas en la cotización en bolsa de la empresa a 1300 millones de dólares. Atari intentó recuperar cuota de mercado licenciando diversos juegos de arcade para sus consolas. Sin embargo, esta táctica no salió como se esperaba y la empresa se endeudó aún más. En 1983, la compañía recortó el 30 por ciento de su plantilla y presentó pérdidas por valor de 356 millones de dólares.
A finales de 1982, Atari llevó Pac-Man a su nueva consola, la Atari 5200. Esta versión respetaba más el juego de arcade original y se lanzó junto con la consola, al igual que otros once juegos. Este juego fue seguido por conversiones de las secuelas del arcade original, Ms. Pac-Man y Jr. Pac-Man, para la Atari 2600. Ambos tuvieron una mejor recepción que el primer Pac-Man para la Atari 2600. Ms. Pac-Man, por ejemplo, incluía un cartucho ROM más grande y se dirigía a los críticos del primer Pac-Man.